# Topo El Fogón
El Topo el Fogón , también conocido simplemente como El Fogón, (10°23′38″N 67°16′53″O / 10.39382, -67.28136) es una formación de montaña ubicada al norte de El Consejo y al sur de la Colonia Tovar, Venezuela. A 1936 m s. n. m. el Fogón está entre las montañas más elevadas del municipio Ribas del Estado Aragua. 

## Ubicación
Topo el Fogón está ubicado en el extremo Este del parque nacional Henri Pittier. Colinda hacia el sur con Potrero Perdido, que es la principal fila sur del valle Colonia Tovar. Más hacia el sur está la Peonia, la Cueva de Perico y la ciudad de El Consejo. 
Hacia el este colinda con el topo El Zamuro, Capachal y Atravesado y hacia el oeste con el Pico Cogollal.
Hacia el norte se continúa con el parque nacional Henri Pittier hasta la población de la Colonia Tovar en la falda sur del Pico La Florida y Pico El Encantado.